# Borgisdorf
Borgisdorf ist ein Dorf in der Gemeinde Niederer Fläming im Landkreis Teltow-Fläming im Land Brandenburg.

## Lage
Der Ort liegt zehn Kilometer südlich der Stadt Jüterbog. Im Norden befindet sich der weitere Ortsteil Hohengörsdorf. Es folgen im Uhrzeigersinn die Ortsteile Werbig, Langenlipsdorf (zu Niedergörsdorf), Welsickendorf, Höfgen, Hohenahlsdorf sowie Bochow (zu Niedergörsdorf). Die Wohnbebauung konzentriert sich um den historischen Dorfanger, während die übrigen Flächen der Gemarkung landwirtschaftlich genutzt werden. Im Dorfzentrum befindet sich ein unbenannter Dorfteich, rund 730 m südlich der Kirche mit dem als Röte bezeichneten Weiher ein weiteres, zu- und abflussloses Gewässer. Die höchste Erhebung ist mit 94 m der Krummberg, der sich in rund einem Kilometer Entfernung östlich der Wohnbebauung und dort südlich der Landstraße 715 befindet.

## Geschichte

### Frühzeit bis 15. Jahrhundert
Durch archäologische Untersuchungen konnte eine Besiedlung bereits im Mittelalter nachgewiesen werden. Zu dieser Zeit entstand ein Turmhügel, der im 21. Jahrhundert inmitten eines Dorfteiches auf dem Anger liegt. Dieser diente vermutlich als Fluchtburg und konnte von der Ostseite über eine Furt erreicht werden. Er hatte einen Durchmesser von rund 30 m und war zwei bis drei Meter hoch. Weitere Funde lassen den Rückschluss auf eine slawische Ortschaft zu. Die Kirchengemeinde geht davon aus, dass unmittelbar nach der Einwanderung der Flamen in den Jahren 1150 bis 1160 eine Dorfkirche errichtet wurde. 1283/1295 wurde das Kirchdorf Borchartdisdorp, Borchartstorp erstmals urkundlich erwähnt und gehörte vor 1283 bis 1817 der Vogtei bzw. dem Amt Jüterbog, das außerdem die Ober- und Untergerichtsbarkeit sowie das Kirchenpatronat besaß. Allerdings waren die Eigentumsverhältnisse insbesondere im 14. und teilweise noch im 15. Jahrhundert komplex: Allein für Borgisdorf ergaben sich 24(!) weitere Anteile, die sukzessive an den Erzbischof bzw. das Amt fielen. Ein zweiter Anteil gehörte von vor 1368 bis 1386 den Herren von der Dahme (Dahmis). Sie besaßen acht Hufen, die sie ihrerseits weiterverliehen hatten. Ein dritter Anteil lag vor 1368 bis nach 1383 bei der Familie von Gersdorf. Sie hielten zwei Hufe, die 1381 je 8 Scheffel Roggen und Hafer, ab 1383 nur noch je 7 Scheffel Roggen und Hafer gaben. Ein vierter Anteil lag vor 1368 bis 1479 bei der Familie Grunow, kam bis nach 1488 an den Vikar Kalow zu Magdeburg, der ihn noch im selben Jahr dem Marschall von Kotze aus Germersleben zur Anwartschaft einräumte. Es handelte sich um Hebungen aus einer Hufe: 1368 zunächst nur Geld, waren es 1483 je 8 Scheffel Roggen und Hafer. Vor 1368 besaß die Familie von Heinrichsdorf vier Hufen, der fünfte Anteil. Den sechsten Anteil besaß vor 1368 bis nach 1383 der Bürger Langenhaus aus Jüterbog. Er gab ihn vor 1389 an den Bürger Schütze, ebenfalls aus Jüterbog weiter. Es handelte sich um Hebungen aus einer Hufe, die je 8 Scheffel Roggen und Hafer erbrachten (1368). Ein siebter Anteil lag bis vor 1368 bei der Familie Laurenci, kam im genannten Jahr an die Familie von Wale und bestand aus Hebungen aus zwei Hufen, die je 9 Scheffel Roggen und Hafer gaben. Außerdem erhielten sie die Hebungen aus zwei weiteren Hufen, die je 6 Scheffel Roggen und Hafer gaben. Rohrlach vermutet, dass es sich dabei um Erträge aus der wüsten Feldmark Schmidsdorf handelt. Die Familie von Leipzig(er) besaß vor 1368 die Hebungen von zwei Hufen, die zusammen je 1⁄2 Wispel Roggen und Hafer ergab. Ein neunter Anteil lag vor 1368 bis nach 1383 beim Bürger Mönch aus Jüterbog. Er kam vor (?) 1414 an den Bürger Möhrung aus Wittenberg und bestand aus Hebungen von zwei Hufen, die jede 6 Scheffel Roggen und Hafer gab. Rohrlach gibt zu bedenken, dass hier ein Zusammenhang mit dem sechsten Anteil der wüsten Feldmark Schmidsdorf bestehen könnte. In den Jahren 1368 und 1414 kamen neben dem Getreide auch noch Geld als Abgaben hinzu. Der zehnte Anteil gehörte vor 1368 dem Bürger Papeian aus Jüterbog. Er besaß Hebungen aus zwei Hufen, die zusammen je 18 Scheffel Roggen und Hafer brachten (1368) und im Jahr 1389 je 7 Scheffel Roggen und Hafer sowie Geld betrugen. Den elften Anteil besaß vor 1368 bis nach 1383 der Richter und Bürger von Zeuden aus Jüterbog. Er besaß die Hebungen aus drei Hufen, die zusammen je 18 Scheffel Roggen und Hafer gaben (1368) bzw. nur noch eine Hufe (1383). Ein zwölfter Anteil war bis 1383 zum Teil ein Afterlehen der Herren von der Dahme. Es gehörte vor 1383 bis 1492 dem Bürger Gotz aus Jüterbog und kam bis 1611 zum Jüterboger Bürger Jungermann bzw. dessen Erben. Der Anteil belief sich auf Hebungen aus einer Hufe, die je 7 Scheffel Roggen und Hafer gaben (1383) bzw. den dritten Teil von zwei Hufen (das Lehen der von der Dahme) bzw. Hebungen von drei Hufen, die je 7 Scheffel Roggen und Hafer sowie den Fleischzehnten gaben (1466, zcu Burgdorff). Dieser Anteil wurde nochmals geteilt. Die Hebungen von drei Hufen, je 7 Scheffel Hafer, kamen von 1611 bis 1658 an den Herrn von Hagen. Den zweiten Teil erhielt ein Herr Jungermann, der ihn aber nur bis 1613 besaß und danach zwei Jahre in den unmittelbaren Besitz des Administrators kam. Von dort erhielt ihn im Jahr 1615 die Familie von Löben, die ihn 1654 an den kurfürstlichen, brandenburgischen Hof- und Konsistorialrat Reinhardt bzw. dessen Erben weitergab. Von dort gelangten sie im Jahr 1770 bis nach 1815 an den Bürger Balzer aus Jüterbog. Dieser Anteil bestand aus den Hebungen von drei Hufen, die je 7 Scheffel Roggen und den Fleischzehnten ergaben (1658). Den 13. Anteil besaßen vor 1383 die Brüder Koppehen aus Jüterbog. Es handelte sich um Hebungen aus vier Hufen: zwei gaben je 1⁄2 Wispel Roggen und Hafer, zwei zusammen je 16 Scheffel Roggen und Hafer (1383). Der 14. Anteil über drei Hufen war von 1384 bis vor 1530 dem Elendaltar in St. Nikolai in Jüterbog gewidmet. Der 15. Anteil bestand aus den Hebungen aus fünf Hufen, von denen drei je 9 Scheffel Roggen und Hafer, eine je 7 Scheffel Roggen und Hafer und eine weitere je 6 Scheffel Roggen und Hafer gab (1383). Dieser Anteil gehörte von vor 1383 bis 1389 der Familie von Ottersleben, kam dann in Form von sechs Hufen im genannten Jahr an die Familie von Richenheim. Der 16. war ebenfalls bis 1386 ein Afterlehen derer von Dahme. Er gehörte von vor 1386 bis nach 1472 den Gebrüdern Rakow und bestand aus Hebungen aus zwei Dorfhufen, die zusammen 18 Scheffel Roggen gaben (1472). Ebenfalls ein Afterlehen war der 17. Anteil: Er bestand aus den Hebungen aus einer Hufe, die je 6 Scheffel Roggen und Hafer sowie Geld erbrachten und vor 1386 der Familie Wittram gehörten. Auch diese Abgaben könnten von der bereits mehrfach erwähnten wüsten Feldmark stammen. Der 18. Anteil war seit 1414 zur Anwartschaft des Herren Wickemann in Blankenberg gekommen und bestand aus Hebungen von zwei Hufen, die je 8 Scheffel Roggen und Hafer erbrachten. Der 19. Anteil gehörte vor 1447 bis 1478 den Herren von Torgau zu Zossen und bestand aus Hebungen von zwei Hufen. Jede gab 8 Scheffel Roggen und Hafer sowie den Zehnten. Außerdem erhielten sie Hebungen von zwei weiteren Hufen, die wiederum 6 Scheffel Roggen und Hafer betrugen und ein weiterer Hinweis auf die wüste Feldmark darstellen. Die genannten Hebungen kamen vor 1478 bis 1504 an die Familie Kamentz, davon bis 1478 als Afterlehen der Herren von Torgau. Anschließend ging der Anteil im Jahr 1504 bis 1744 an den Bürger Schütze aus Jüterbog bzw. dessen Erben. Ein 20. Anteil gehörte bis 1464 dem Bürger von Aken aus Berlin und ging für eine kurze Zeit bis 1467 an die von der Zauche, von dort im Jahr 1467 bis nach 1808 an den Bürger Wilmersdorf aus Jüterbog. Es handelte sich um Hebungen aus einer Hufe, die je 8 Scheffel Roggen und Hafer erbrachten (1464). Der 21. Anteil lag vor (?) 1466 bis 1655 beim Bürger Heinrichsdorf aus Treuenbriezen, der nach Jüterbog umzog und eine Perlen- und Seidenstickerei in Berlin betrieb. Seine Erben verkauften seinen Anteil im Jahr 1655 an den Rittmeister Junack, dessen Erben ihn bis 1691 hielten und im genannten Jahr bis 1742 an die Familie Wollersheim weitergaben. Von dort gelangten sie bis nach 1813 an die Familie Flemming. Es handelte sich dabei um die Hebungen vom zwei Hufen, die jede 9 Scheffel Roggen und Hafer sowie den Zehnten erbrachten (1466). Der 22. Anteil bestand aus Hebungen aus einer Hufe, die je 8 Scheffel Roggen und Hafer ergaben (1466) und vor (?) 1466 bis 1516 dem Bürger Laurentz aus Jüterbog gehörten. Er gab sie im Jahr 1516 an die Familie von Thümen, die sie im Jahr 1583 an die Familie von Seelen weiterverkauften. Der 23. Anteil lag von vor 1466 bis nach 1573 beim Bürger Puhlmann aus Jüterbog. Er besaß Hebungen aus zwei Hufen, die je 8 Scheffel Roggen und Hafer gaben. Weiterhin besaß er Hebungen von zwei Hufen, die je 6 Scheffel Roggen und Hafer gaben und erneut mutmaßlich von der wüsten Feldmark stammten. Ein 24. Anteil besaßen bis 1487 die von Schlieben, die es im genannten Jahr an den Barbier Rahn und seine Erben, einem Bürger als Calbe (Saale), verkauften. Von dort gelangte er im Jahr 1598 bis 1641 an den Richter Moritz aus Jüterbog und seine Erben, die es im genannten Jahr an den Rittmeister Junack weitergaben. Seine Erben verkauften den Anteil im Jahr 1708 an die Familie Wollersheim, die ihn wiederum im Jahr 1742 bis nach 1759 an die Familie Flemming verkauften. Dabei handelte es sich um Hebungen aus einer Hufe mit 2 Scheffel Hafer. Ein letzter, 25. Anteil war bis 1491 im Besitz des Dieners Prötling, der ihn im genannten Jahr an den Kanzleischreiber Freudemann weiterreichte. Er hielt die Hebungen aus einer Hufe mit je 3 Scheffel Roggen und Hafer (1491) bis 1494.
In diesen Jahren war im Jahr 1371 ein Leutpriester (Pleban) Nikolaus (Dominus Nycolaus plebanus in Borchstorp) im Ort seelsorgerisch tätig; im Jahr wurde lediglich das Dorf (villa) erwähnt. Im Jahr 1413 kam es zu einem Überfall von brandenburgischen Adeligen. Sie raubten die Bewohner von Hohengörsdorf sowie zwei Bewohner aus Borgisdorf aus, stahlen vier Pferde und richten so einen Schaden in Höhe von 20 Schock böhmische Groschen an. In den Jahren 1492/1496 bestand Borgisdorf als Amtsdorf mit drei Einwohnern, die je zwei und einem Einwohner, der eine wüste Hufe in Schmidsdorf hielt. Sie bezahlten je 3 Scheffel Roggen und Hafer, die vermutlich in den 12., 16. und 17. Anteilen aufschienen.

### 16. Jahrhundert
Um 1500 fand eine Steuererhebung im Erzstift Magdeburg statt, nach der die Bewohner von Borgisdorf insgesamt 6 Schock zur Anlage zahlen mussten. Eine weitere Angabe über die zu zahlenden Steuern ergab sich aus dem Anschlagk der bewilligten steure vff gehaltenem Landtage zu Magdeburg dienstags nach Lucie 1516 für Borgstorff mit 18 Rheinischen Gulden (fl) zur Steuer. Das Register über die Aufnahme der im Jahr 1534 verwilligten Steuer des 50. Pfennigs listete wiederum 23 fl 9 gr zum 50. Pfenning auf. Bei einer Visitation der Kirchen und Klöster im Erzstift Magdeburg im Jahr 1562 wurden im Dorf 21 Hauswirte festgestellt. Der Pfarrer besaß in diesem Jahr zwei Pfarrhufen, erhielt die 30. Mandel des Getreidezehnten sowie 1⁄3 des Fleischzehnten. Die Kirche besaß eine Hufe sowie ein Morgen Acker, die alle drei Jahre besät wurden. Sie erhielt von zwei Höfen den Fleischzehnten, während der Küster von der Gemeinde 1 Wispel 8 Scheffel Roggen bekam. Jedes Haus musste außerdem jährlich ein Brot, jeder Hauswirt zwei Eier abgeben. Wenige Jahre später erfolgte 1584 eine erneute Visitation, die erneut 21 Hauswirte in den Pfarrer festhielt. Zwei Jahre später lagen die Abgaben ausweislich einer Einnahme und Ausgabe des 70. Pfennigs zur Landsteuer 1586/1587 bei 12 Taler 3 gr zum 70. Pfennig.

### 17. Jahrhundert
Um 1600 lebten im Dorf ausweislich eines Vortzeichnüß der Ämbter, Clöster, Gerichtsjunkern unnd Dorfer im Erzstift Magdeburg insgesamt 21 Hauswirte, dies waren 15 Bauern und 6 Kossäten (1606). Um 1625 lebten im Dorf elf Hufner, vier Halbspänner und vier Kossäten. Rohrlach wertete auch das Werk „Die Wirkungen des Dreißigjährigen Krieges auf die Bevölkerungsverhältnisse des heutigen Kreises Jüterbog-Luckenwalde“ von Oskar Liebchen aus. Demzufolge lebten im Jahr 1637 im Dorf nach wie vor elf „Untertanen“: sieben Hufner und vier Kossäten. Eine Angabe, ob Höfe wüst gefallen waren, fehlt jedoch. Als sicher gilt, dass die Kirche beschädigt und die Apsis daraufhin abgerissen wurde. Die Kriegsschäden wurden demnach erst im Amts-Erbbuch von Jüterbog vom Jahre 1648 deutlich: Das Schulzengut mit seinen vier Lehn- und zwei Pachthufen war nach wie vor besetzt. Allerdings lagen von den zehn Dreihufnerhöfen acht wüst. Sieben von ihnen hatten zwei, drei je eine wüste Hufe in Schmidsdorf. Von den vier Zweihufnern hatten zwei je eine wüste Hufe in Schmidsdorf; die sechs Kossätenhöfe waren offenbar besetzt. Einer von ihnen betrieb als Windmüller nach wie vor die Mühle. Die Statistik zählte für Borgisdorf insgesamt 44 Dorfhufen sowie 19 wüste Hufen in Schmidsdorf auf. Aus dem Amts Jüterbock Erbbuch von 1661 wird ersichtlich, dass auch Jahre nach dem Ende der Kampfhandlungen nicht alle Höfe neu besetzt waren. Fünf der zehn Dreihufnerhöfe lagen wüst, ebenso zwei der drei mittlerweile vorhandenen Halbkossäten. Die 19 Hufen in Schmidsdorf wurden nach wie vor nicht genutzt. Ein ähnliches Bild zeigt die Designation der im Amt Jüterbog vorhandenen Stadt und Vorstädte, Amts- und Ritterschaft, Dörfer, Güter, Kirchen, Pfarren, besetzten Mannschaften von 1664: Zwar gab es neben dem Lehnschulzengut sechs Vollspänner und vier Halbspänner sowie vier Dienstkossäten, vier Vollspänner waren aber nach wie vor wüst. In Summe lebten im Dorf somit 21 Einwohner (=Familien). Die wüst gelegenen Höfe spiegelten sich auch im Untertanenverzeichnis wie viel ihrer in jeden Vorstadt und Dorfe zu befinden de ao 1699 wider: Von den 15 Bauernhöfen lagen drei immer noch wüst. Insgesamt 44 Hufen wurden als gangbar, 14 als wüst bezeichnet.

### 18. Jahrhundert
Die Individual-Specification und Schatz oder Würdigung derer sambtlichen unterm Fürstl. Sachßen Querfurischen Ambte Jüterbog befindlichen contribuablen Grund Stücken aus dem Jahr 1704 verzeichnete die Anzahl der Hüfner und Kossäten sowie deren Aussaatmenge des Hofes und weiterer Ackerstücke. Demzufolge gab es in Borgisdorf den Lehnschulzen mit sechs Hufen, fünf Fünfhufner, fünf Vierhufner, zwei Dreihufner zwei Zweihufner und einen Kossätenhof von 6 Scheffel Aussaat. 1⁄2 Kossätenhof brache es auf 1 1⁄2 Scheffel Aussaat, ein weiterer 1⁄2 Kossätenhof auf 4 Scheffel, während ein dritter Hof 12 Metzen ausbrachte. In Borgisdorf lebten ausweislich der Erbhuldigung welche Herr Christian Herzog von den Amtsuntertanen einnehmen laßen im Jahr 1714 der Landschulze, der Lehnschulze, drei Gerichtsschöppen, elf Hufner und fünf Kossäten. Rohrlach berichtete aus dem Jahr 1721, dass es einen Lehnschulzen mit dem Namen Adam Hannemann gab, der in dem genannten Jahr bereits das elfte Mal in dieser Schreibweise erschien. Er besaß vier freie Lehnhufen. Außerdem gab es zehn Dreihufner, vier Zweihufner, einen Kossätenhof mit 4 Scheffel Aussaat, einen Kossätenhof mit 1 Scheffel Aussaat sowie einen weiteren Kossätenhof ohne Angaben. Mittlerweile hatte sich im Dorf ein Schmied angesiedelt; es gab ein gemeinschaftlich genutztes Hirtenhaus. Die Gemarkung wuchs weiter und betrug im Jahr 1760 insgesamt 59 Hufen, in denen 22 Feuerstellen (=Haushalte) betrieben wurden. Die Specification der Häuser und angesessenen Einwohner der Ämter Dahme und Jüterbog von 1777 führte für Borgisdorf einen Land- und Lehnschulzen, zehn Hufner und Vollspänner, vier Halbspänner, einen Ganzkossäten, drei Mittelkossäten, zwei Halbkossäten und einen Häusler an. Dies ergab 22 angesessene Einwohner (=Familien) sowie ein publikes Haus (das bereits erwähnte Hirtenhaus). Zum Ende des Jahrhunderts erschien im Jahr 1791 erstmals die Schreibweise Borgisdorf.

### 19. Jahrhundert
Im Jahr 1800 gab es nach Leonhardi im Dorf 15 Anspänner, sechs Kossäten sowie einen Häusler. Die Bewohner hielten zusammen 45 Pferde, 46 Kühe und 460 Schafe. Einen detaillierten Einblick gab Register Allgemeine Personensteuer auf Bartholomai 1812 vom Querfurter Landtag in Dresden 1811 bewilligt. Es nannte alle ortsanwesenden Personen: Demzufolge lebte beim Prediger ein Knecht, eine Magd und ein Gänsemädel. Es gab einen Schulmeister, der gleichzeitig auch als Schneider aktiv war. Der Landschulze betrieb die Gaststätte, hatte eine Magd und einen Jungen. Es gab insgesamt 13 Hufner, darunter zwei ehemalige Soldaten, mit weiteren Mägden und Knechten. Von den vier Kossäten betrieb einer die Windmühle. Daneben lebten im Ort drei Häusler und ein Schmied – in Summe 27 Steuerpflichtige. Im Jahr 1817 übernahm das Amt Zinna das Dorf mit Ober- und Untergerichtsbarkeit sowie Kirchenpatronat. Mittlerweile hatten sich im Ort weitere Handwerker niedergelassen. Eine Statistik aus den Jahren 1815/1817 führte neben dem Windmüller und dem Schmied noch zwei Hausschlächter, einen Ölschläger und einen Grützmacher auf. Borgisdorf war mittlerweile auf 28 Eigentümer (=Haushalte) angewachsen, in dem im Jahr 1837 insgesamt 14 männliche und 12 weibliche Dienstboten beschäftigt wurden. Im Dorf standen im Jahr 1858 insgesamt fünf öffentliche, 29 Wohn- und 65 Wirtschaftsgebäude, darunter die bereits erwähnte Getreidemühle. Borgisdorf war 3054 Morgen groß: 20 Mg Gehöfte, 24 Mg Gartenland, 2980 Mg Acker, 10 Mg Wiese und 20 Mg Wald. Im Jahr 1896 ließ die Kirchengemeinde einen 33 Meter hohen Westturm errichten.

### 20. Jahrhundert
Aus dem Viehstands- und Obstbaumlexikon ist bekannt, dass im Jahr 1900 im Dorf 43 Häuser standen. Der Bestand blieb bis in das Jahr 1931 konstant, bei 44 Haushaltungen. Im Jahr 1939 gab es im Dorf 14 land- und forstwirtschaftliche Betriebe, die zwischen 20 und 100 Hektar groß waren. Fünf weitere Betriebe waren zwischen 10 und 20 Hektar, vier Betriebe zwischen 5 und 10 Hektar sowie 14 Betriebe zwischen 0,5 und 5 Hektar groß.
Nach dem Zweiten Weltkrieg wurden im Jahr 1948 insgesamt 17,8 Hektar enteignet und auf sieben landarme Bauern verteilt. Im Jahr 1958 gründete sich eine LPG vom Typ III mit 11 Mitgliedern und 110 Hektar landwirtschaftlicher Nutzfläche. Sie wuchs bis zum Jahr 1960 auf 108 Mitglieder und 781 Hektar Fläche an und schloss sich im Jahr 1976 an die LPG Welsickendorf an. Dort bestand sie im Jahr 1983 als LPG Welsickendorf Sitz Borgisdorf; ebenso gab es im Dorf eine Revierförsterei. Zusammen mit 13 weiteren Gemeinden bildete der Ort am 31. Dezember 1997 die neue Gemeinde Niederer Fläming. Seit dem 1. Januar 2018 gehört Borgisdorf dem Amt Dahme/Mark an.

## Bevölkerungsentwicklung
| Jahr      | 1817 | 1837 | 1858 | 1871 | 1885 | 1895 | 1905 | 1925 | 1939 | 1946 | 1964 | 1971 | 1981 |
| Einwohner | 214  | 212  | 234  | 259  | 264  | 269  | 264  | 247  | 210  | 365  | 250  | 234  | 201  |

## Sehenswürdigkeiten und Kultur

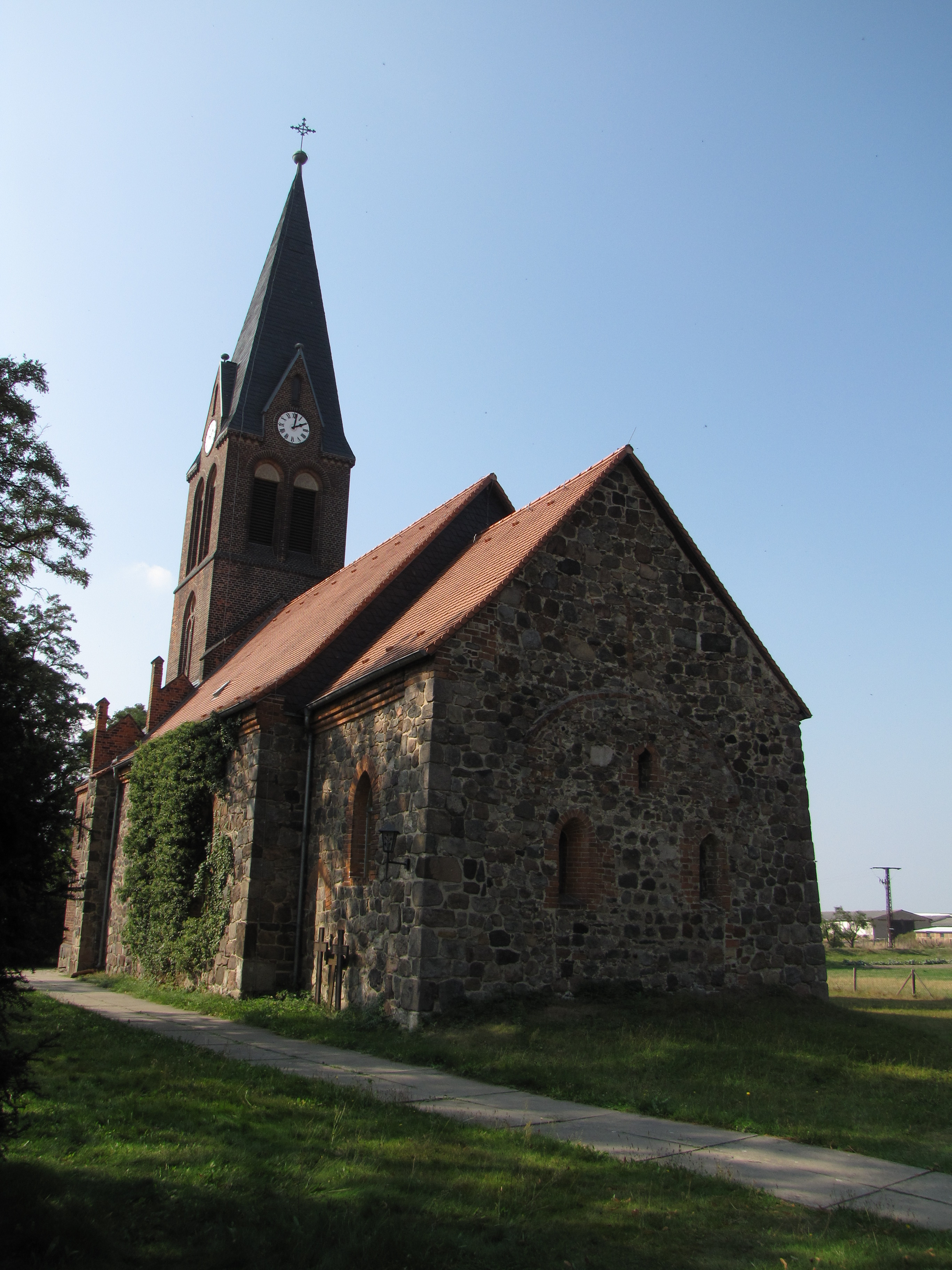
Dorfkirche von Osten

- Die Dorfkirche Borgisdorf ist ein spätromanischer Feldsteinbau aus der zweiten Hälfte des 13. Jahrhunderts mit eingezogenem Chor. Der Kirchturm entstand in den Jahren 1896/1897. Im Innern steht unter anderem ein hölzernes Altarretabel, das vermutlich der Bildhauer J. C. Schütze im Jahr 1717 schuf.
- Ein Pfarrgehöft einschließlich eines Fachwerkstalls mit oberem Laubengang dokumentiert die regionale Bauart und gehört zu den ältesten Gebäuden des Ortes. Der Oberlaubenstall stammt aus der zweiten Hälfte des 18. Jahrhunderts und steht unter Denkmalschutz.[4] Ein Förderverein betreibt dort seit 2007 ein Begegnungszentrum, in dem zahlreiche kulturelle Veranstaltungen stattfinden.

## Wirtschaft
Im Ort sind vier landwirtschaftliche Betriebe, ein Heizungs- und Sanitärunternehmen sowie eine Schäferei ansässig.